# Neoduma strongyla
Neoduma strongyla là một loài bướm đêm thuộc phân họ Arctiinae, họ Erebidae.